# T-2女川墜落事故

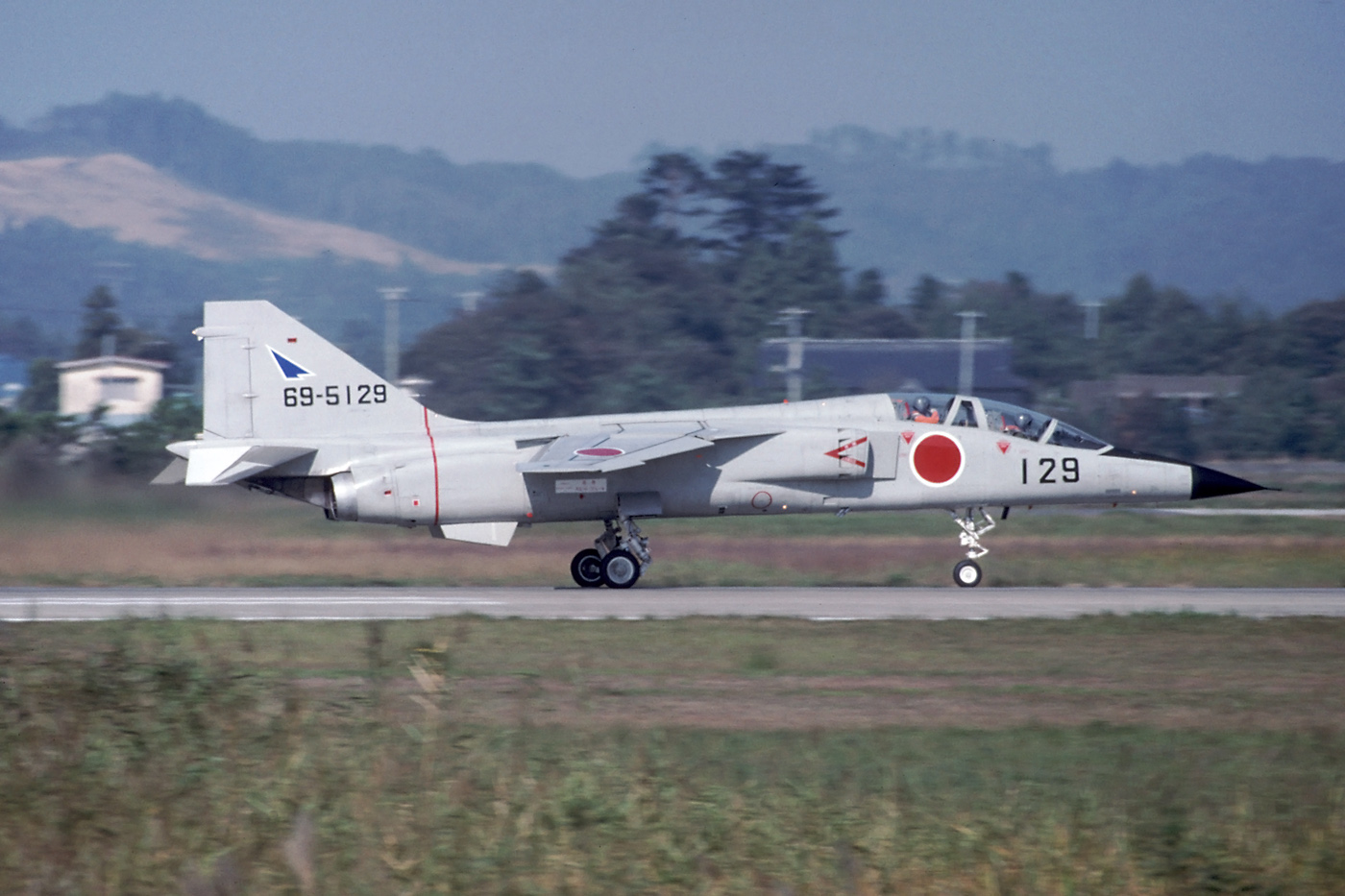
松島基地第21飛行隊所属の、T-2練習機（1994年撮影、同型機）

T-2女川墜落事故（T-2おながわついらくじこ）は、2000年（平成12年）3月22日に発生した、航空機墜落事故。

## 概要
- 発生地点 - 宮城県女川町、指ヶ浜山林[1]
- 発生時刻 - 2000年（平成12年）3月22日午後2時5分頃[1]

松島基地、第4航空団所属のT-2練習機が、訓練からの帰投中に山林に墜落、激突した。操縦者は訓練学生のA三等空尉（25歳）で、単独飛行の訓練中だった。同日中に、A三尉の遺体が回収された。
この後、第4航空団は、4か月後の7月にブルーインパルス牡鹿半島墜落事故が発生し、ともに女川原発周辺（10km圏内）だった。

## 経緯

### 事故発生
松島基地、第4航空団所属のT-2練習機は事件当日、A三等空尉（25歳）の操縦のもと、単独飛行訓練を行っていた。A三等空尉は飛行時間が約270時間であり、事故当時はパイロットになる教育中の操縦学生であった。また、T-2練習機に搭乗するのは15回目で事件当日は2回目の単独飛行だった。
午後1時17分、A三等空尉は単独飛行訓練を終了したため、松島基地に帰投する予定だったが、午後2時5分に無線連絡が途絶えた。　

### 消火と遺体の回収
午後1時55分頃、「宮城県女川町指ケ浜の山林に飛行機が墜落し、山火事が起きた」と119番通報が入ったため、石巻警察署と救難機が駆けつけたところ、T-2練習機が墜落し、周囲に山火事が発生しているのを確認した。　
山火事はすぐに消し止められたが、焼け跡からA三等空尉の遺体を発見した。　